# Кератоцит рогівки
Кератоцити рогівки  — спеціалізовані фібробласти, що містяться в стромі рогівки. Строма є найтовщим середнім шаром рогівки і становить приблизно 85-90% її товщини. Крім фібробластів тут містяться високоорганізовані колагенові пластинки і компоненти міжклітинного матриксу. Кератоцити відіграють значну роль в підтриманні прозорості рогівки, відновленні її при пошкодженні, синтезі її компонетів. В непошкодженій рогівці кератоцити знаходяться в неактивному стані і активуються при пошкодженні чи запаленні різного генезу. Після пошкодження рогівки деякі кератоцити, що розташовані під місцем пошкодження, відразу піддаються апоптозу. Будь-який збій в високоорганізованому процесі загоєння може призвести до помутніння рогівки. Надмірний апоптоз кератоцитів може бути частиною патологічного процесу, який лежить в основі таких дегенеративних процесів як кератоконус, тому ці клітини є об'єктом дослідження науковців.

## Походження та функції

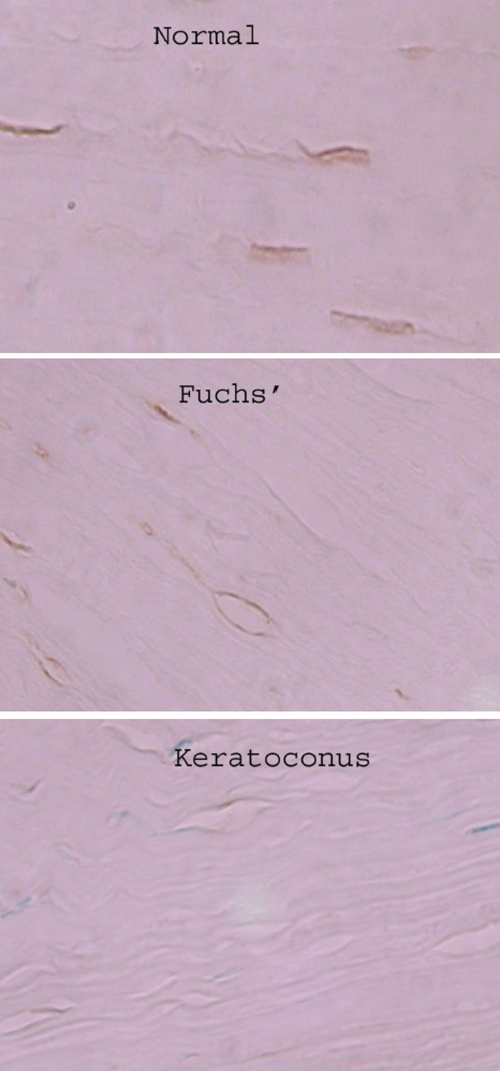
Імунореактивність алкогольдегідрогенази в здоровій рогівці (зверху), при дистрофії Фукса і при кератоконусі. Кератоцити мають коричневе забарвлення. При кератоконусі вони відсутні.

Кератоцити походять з краніальної популяції клітин нервового гребеня, звідки вони мігрують в мезенхіму. В деяких видів міграція проходить двома хвилями: під час першої хвилі міграції утворюється рогівковий епітелій, який синтезує основу строми, що не містить на цьому етапі клітин; під час другої хвилі популяція кератоцитів мігрує в підготовлену строму. В інших видів міграція проходить в один етап. Одразу після попадання в строму, кератоцити починають синтезувати молекули колагену типів I, V, VI та молекули кератансульфату. На момент відкривання очей після народження більшість кератоцитів уже проліферували і знаходяться в неактивному стані.
На момент закінчення розвитку ока сітка кератоцитів строми рогівки уже сформована, дендрити сусідніх кератоцитів контактують один з одним. Неактивні кератоцити синтезують, так звані, кристаліни (містяться також в кришталику). Рогівкові кристаліни, аналогічно до кришталикових, допомагають підтримувати прозорість рогівки і забезпечувати оптимальну рефракцію. Вони також є частиною антиоксидантного захисту рогівки. У людини кристаліни представлені ALDH1A1, ALDH3A1 , ALDH2 та TKT. Для інших видів характерні інші набори кристалінів. Вважають, що кератансульфат, який синтезується кератоцитами, допомагає підтримувати оптимальну гідратацію рогівки, генетичні порушення синтезу кератансульфату призводять до розвитку плямистої дистрофії рогівки.
Згідно з даними одного дослідження середня кількість кератоцитів в стромі рогівки людини становить приблизно 20500 клітин на мм³ або 9600 в стовпчику 1 мм² в перерізі. Найбільша щільність кератоцитів спостерігається у верхніх 10% строми рогівки. Кількість кератоцитів з віком зменшується приблизно на 0,45% за рік.
Після пошкодження рогівки деякі кератоцити піддаються апоптозу, який викликається дією сигнальних молекул синтезованих верхніми шарами рогівки. Відомі такі сигнальні молекули: інтерлекін 1-альфа (ІЛ-1-альфа) та фактор некрозу пухлини альфа (ФНП-альфа). Інші сусідні кератоцити під дією тих же сигнальних молекул активуються, проліферують і починають синтезувати матриксні металопротеїнази, останні сприяють ремоделюванню тканини. При важких травмах чи вираженому запаленні деяка частина кератоцитів перетворюється в міофібробласти і починає активно синтезувати компоненти екстрацелюлярного матриксу. Вважають, що ця трансформація спричиняється ФНП-бета. Як тільки базальна мембрана епітелію рогівки відновлюється, ФНП-бета перестає надходити до строми рогівки і міофібробласти зникають. Залишкові активні фібробласти ще деякий час продовжують самостійно виділяти ІЛ-1-альфа для підтримання свого, так званого, «ремонтного фенотипу» (англ. repair phenotype).
Процес апоптозу кератоцитів в активному і неактивному стані привертає до себе значну увагу. В непошкодженій рогівці запрограмована смерть клітин є дуже рідким явищем, але відразу після пошкодження верхній шар кератоцитів під місцем пошкодження підлягає апоптозу. Одна з гіпотез пояснює таке швидке реагування необхідністю швидко зупинити через можливе поширення інфекції, тому що потрапляння імунних клітин в рогівку ока може зайняти кілька годин (див. імунна система ока). При нормальному подальшому перебізі брак кератоцитів невдовзі компенсується мітозом сусідніх кератоцитів. Апоптоз може спостерігатися при оперативних втручаннях на оці, включно при кератотомії та лазерній корекції, і може відігравати роль у розвитку післяопераційних ускладнень.

## Клінічне значення
Кератоцити можуть відігравати роль в різних захворюваннях рогівки. Згідно з даними наукового дослідження, функції кератоцитів значно змінюються при кератоконусі, найчастішій форми дистрофії рогівки. При цьому апоптоз кератоцитів виникає в ділянках віддалених від місця пошкодження епітелію. Це служить основою гіпотези, що основною причиною кератоконусу є надмірний апоптоз кератоцитів. По даним одного дослідження визначається знижений рівень однієї з форм алкогольдегідрогенази, ADH1B, кератоцити синтезують значно менше супероксиддисмутази 3 порівняно з кератоцитами здорової рогівки.